# Dave Lawson
David C. "Dave" Lawson (født 25. april 1945 i Alton, Hampshire, England) er en engelsk keyboardspiller og moderne komponist, der i 1970'erne var medlem af det engelske progressiv rock band Greenslade der blev dannet i efteråret 1972. De debuterede live på Frankfurts Zoom Club i november 1972 med en opstilling af Dave Greenslade ( keyboards), Tony Reeves (basguitar og kontrabas), Andrew McCulloch (trommer og percussion) og Lawson (keyboards og vokal).
Bandet indspillede fire studiealbums:
- 1973: Greenslade
- 1973: Sengesyn er ekstra
- 1974: Spyglass Guest - UK nr. 34 [3]
- 1975: Tid og tidevand

I bandet delte Lawson stort set komponistrollen med Dave Greenslade, og skrev de fleste af teksterne til Greenslades musik, men bidrog også med sin egen musik. I modsætning til Dave Greenslades præference for Hammond-orgel , mellotron og klaver viste Lawson sig at være en pioner inden for analoge synthesizere.
Bandet gik i opløsning i begyndelsen af 1976 på grund af ledelsesproblemer, og Lawson arbejdede derefter som en sessionmusiker, før han turnerede med Roy Harper og senere Stackridge, for hvilket band han optrådte på albummet Mr. Mick fra 1976 . I slutningen af 1970'erne spillede han Mellotron på en direkte BBC-udsendelse af David Bedford's Instructions for Angels. Han blev inviteret til at slutte sig til et band Ian Gillan, der for nylig havde forladt Deep Purple var ved at skabe, men tog ikke mod invitationen. Han indspillede også med Chris Squire og Alan White, der tog en pause fra bandet Yes sammen med Jimmy Page i et projekt med titlen XYZ. Lawson spillede også keyboards med The Shadows 1979-1980 og med Curved Air og blev i 1982, mens han optog med Bill Wyman, inviteret til at spille med Foreigner.

## Senere år
Lawson spillede på soundtracket af filmen The Man Who Fell to Earth (1976) og spillede senere med John Williams og LSO for filmene Star Wars (1977), Superman (1978) og The Fury (1978). I Star Wars kan Lawson høres spille ARP 2600 for at fremtrylle lyden af en elektrisk tuba i den berømte Tatooine cantina-scene. Han var en sessionmusiker for Peggy Lee, Bing Crosby og Fred Astaire. Lawson har arbejdet som musikassistent, performer og programmør med sådanne Hollywood-filmkomponister som George Fenton, John Williams og Trevor Jones. Han har også komponeret for en række succesrige spillefilm og tv-programmer.
Han er blevet særligt kendt for sit arbejde med såkaldte "fusion scores" som for spillefilmene Angel Heart og Mississippi Burning. Han arbejdede også på Steven Spielbergs We´re Back!! og om Kenneth Branagh's Mary Shelleys Frankenstein, som hver vandt Golden Reel Awards fra Association of Motion Picture Sound Editors.
I 1988-89 komponerede han temamusikken til BBC- serien The Paradise Club , hvis musik senere blev udgivet som et soundtrackalbum med bidrag fra blandt andet Stan Tracey Big Band , Carmel og Snake Davis.
Lawson har også komponeret og co-komponeret, sammen med Ronnie Bond og David Dundas, musik til mange film og tv-reklamer, herunder reklamer for British Gas, Coco Pops, Philips, Le Co, Bird's Custard, Braun, Blueband, Britannia, Philip Morris, Accurist, Atari, Dixel, Dulux, Roxy, Mintguard, Bonjour, Ellermans, Wilkinson Sword, Foster Grant, Alpine, Wash'n Dye, Arctic Lite, Yves Saint Laurent.

## Aktuelle aktiviteter
Lawson har i øjeblikket et omfattende lyddesignstudie med et af de største privatejede Synclavier- og synthesizersystemer i Europa.

## Diskografi
Singler
- 1973: "Temple Song" / "An English Western" - Greenslade , Warner Bros .: K16264
- Album
- 1970: I Spider - Web
- 1970: Samurai - Samurai
- 1973: Greenslade - Greenslade
- 1973: Sengesyn er ekstra - Greenslade
- 1973: Reading Festival 1973 (et spor) - Greenslade, GML Records 1008
- 1974: Spyglass Guest - Greenslade - UK nr. 34 [3]
- 1975: Time and Tide - Greenslade
- 1976: Mr. Mick - Stackridge
- 1978: Vandbærer - Sally Oldfield
- 1979: String of Hits - The Shadows
- 1980: Change of Address - The Shadows
- 1981: Music Machine - Alan Hawkshaw / Brian Bennett / Dave Lawson
- 1981: Aktuelle anliggender - Dave Lawson / John Cameron
- 1989: The Paradise Club (seks numre) - Dave Lawson / Snake Davis and the Charmers / Carmel /
- Stan Tracey Big Band & others ( BBC soundtrack album, REB 764)
- 1997: Shades of Green (1972–75) - Greenslade
- 1999: BBC on Air - Greenslade: Highland HL380 (kun salgsfremmende)
- 2000: Live (optaget i 1973–75) - Greenslade